# Sphinx chersis
Espèce
Sphinx chersis est une espèce de lépidoptères de la famille des Sphingidae, de la sous-famille des Sphinginae et de la tribu des Sphingini.

## Description

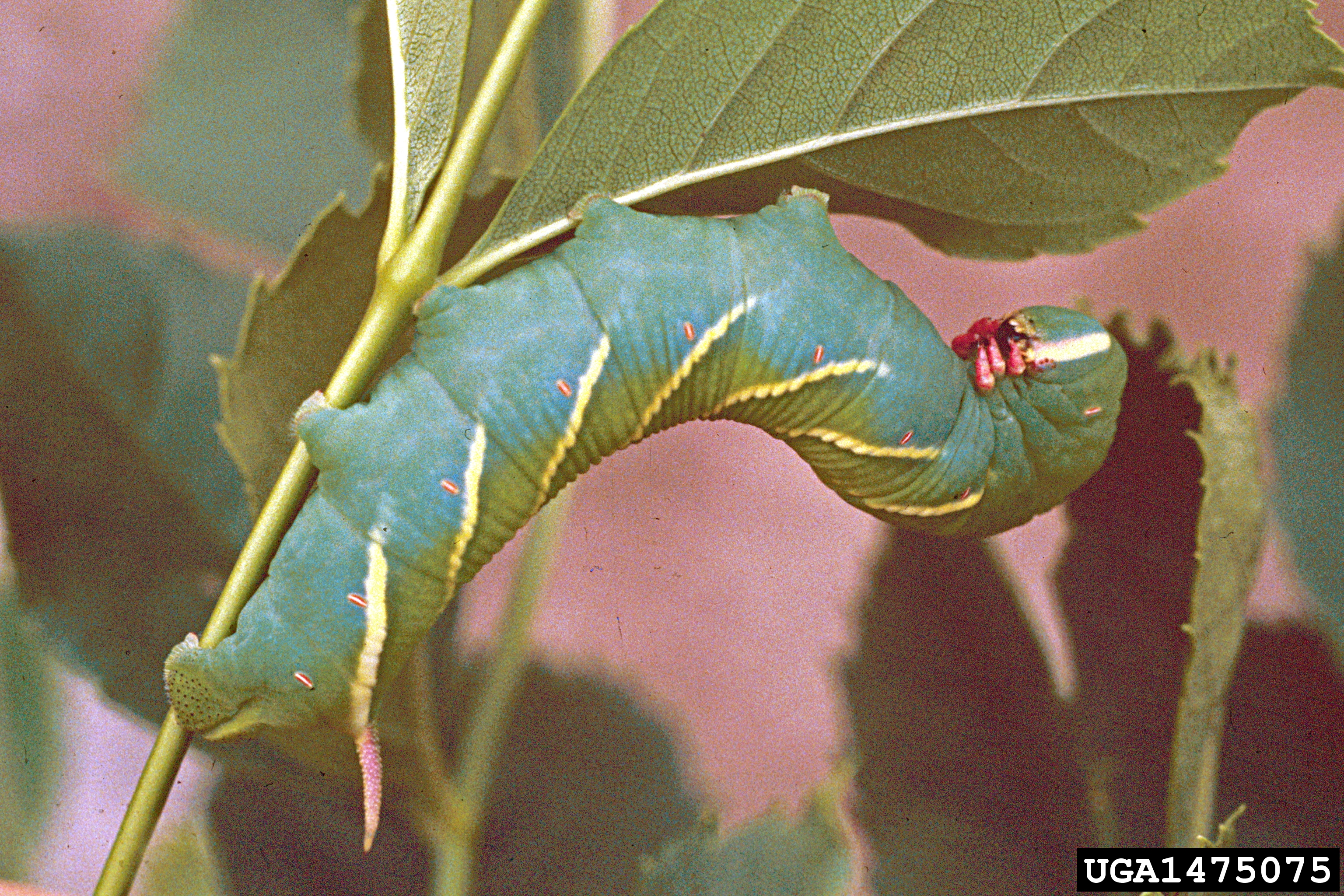
Chenille

L'imago de Sphinx chersis est un grand papillon dont l'envergure varie de 90 à 130 mm. La partie supérieure de la partie antérieure est gris foncé à bleu gris avec une série de tirets noirs, dont l'un atteint l'extrémité de l'aile. Le dessus des ailes postérieures est noir avec des bandes gris pâle floues. La larve de cette espèce est généralement vert clair avec des tirets bleus et une corne vert bleuâtre, mais il existe également une forme rouge. Son apparence est très similaire à celle des autres membres de la sous-famille des Sphinginae.

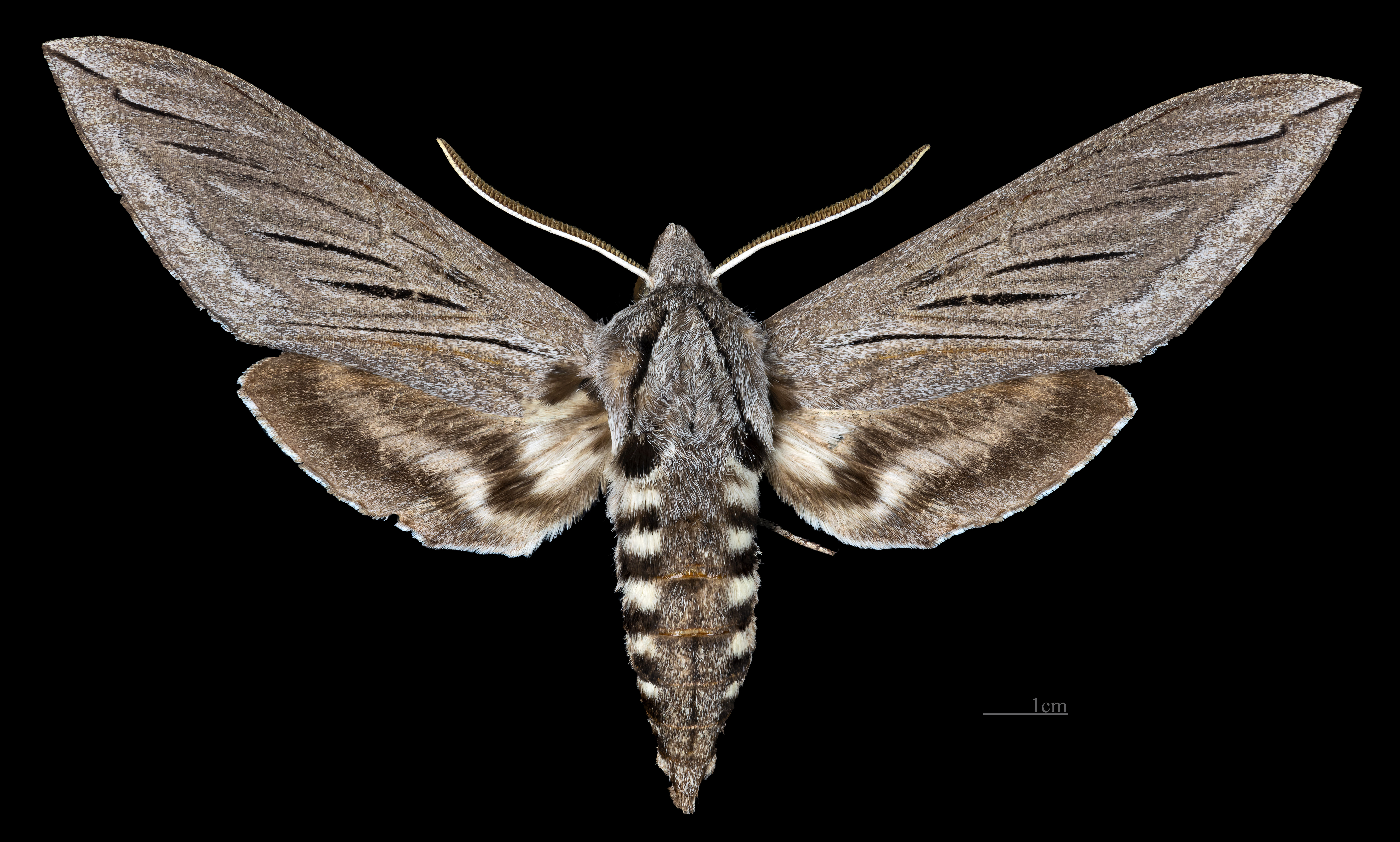
Avers du mâle (coll.MHNT)
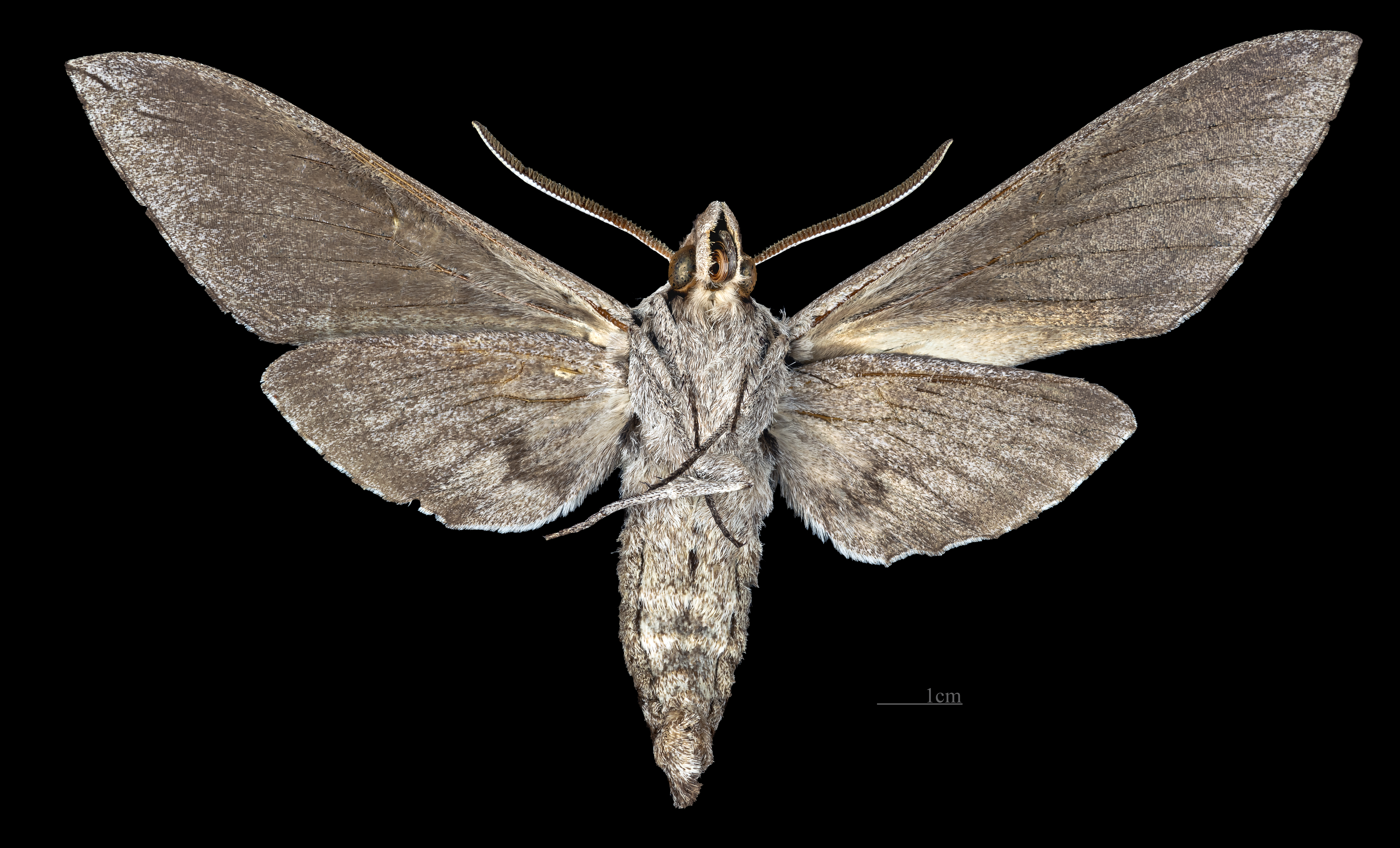
Revers du mâle (coll.MHNT)
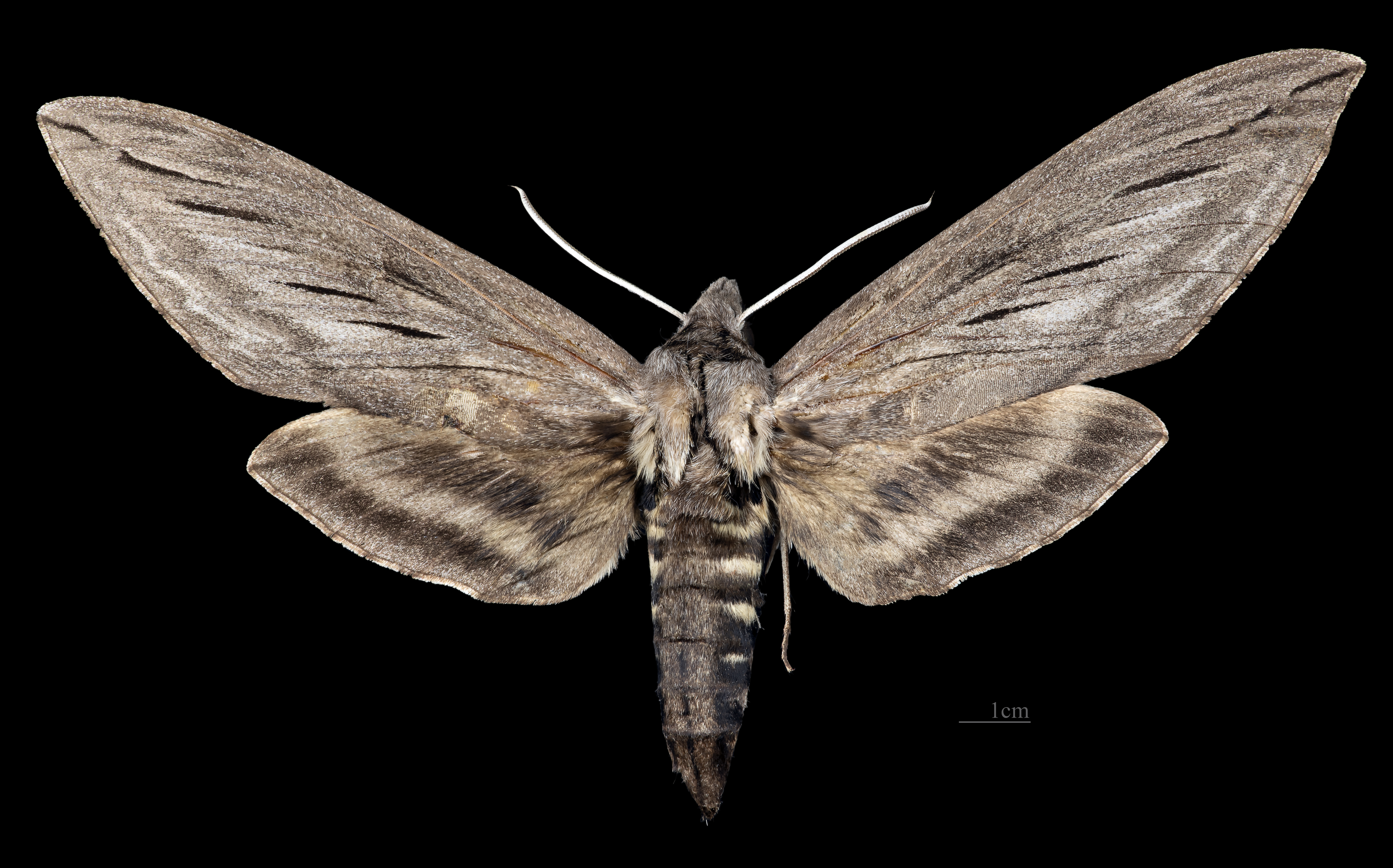
Avers de la femelle (coll.MHNT)
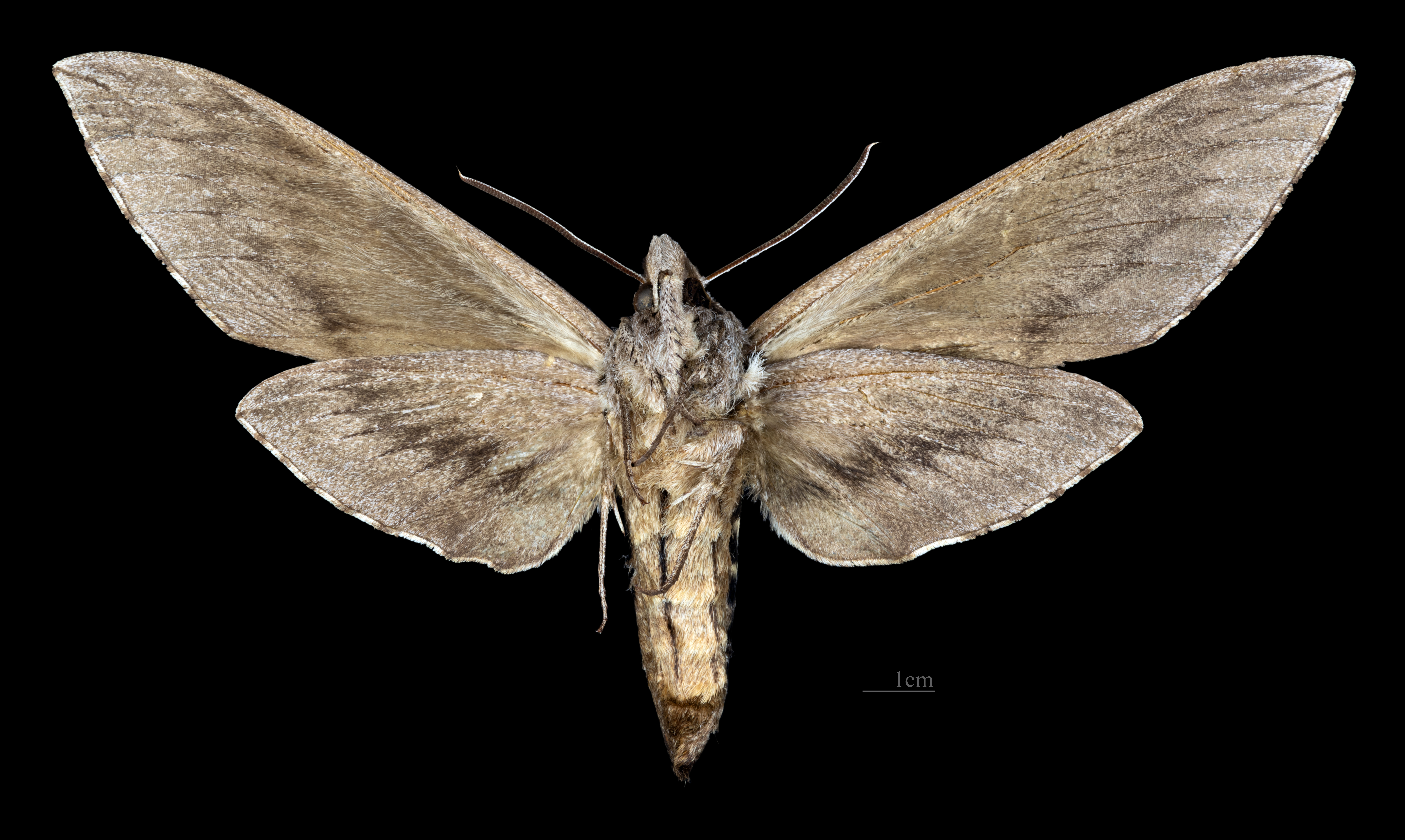
Revers de la femelle (coll.MHNT)

- Chenille

## Répartition
Cette espèce est présente dans le nord du Mexique et dans la plus grande partie des États-Unis.

## Biologie
Ses chenilles se nourrissent de diverses plantes de la famille des oliviers (Oleaceae), des lilas (Syringa spp.), des frênes (Fraxinus), du troène (Ligustrum vulgare).
Les chenilles matures entrent dans des chambres souterraines lorsqu'elles ont fini de se nourrir et les nymphes y restent en dormance jusqu'à l'année suivante. Le papillon nocturne émerge n'importe quand de mai à août dans le sud, mais ne se rencontre que de juin à juillet plus au nord. Les adultes se nourrissent au crépuscule du nectar de fleurs à gorge profonde et ont été vus sur les chèvrefeuilles (Lonicera spp.), les onagres (Onagraceae), les apocynes (Apocynum spp.), les phlox (Phlox spp.).

## Systématique
L'espèce Sphinx chersis a été décrite par le naturaliste allemand Jacob Hübner en 1823.

### Synonymie
- Lethia chersis Hübner, 1823 protonyme
- Sphinx cinerea Harris, 1839
- Sphinx oreodaphne Edwards, 1873
- Hyloicus chersis pallescens Rothschild & Jordan, 1903

## Liste des sous-espèces
- Sphinx chersis chersis (Nord du Mexique et USA)
- Sphinx chersis mexicanus Rothschild & Jordan, 1903 (Mexique)